# 解立敬
解立敬（？—1650年），字念显，号诚斋，明朝贵州兴隆卫（今黄平县）人。

## 生平
万历四十三年（1615年）举人。天启四年（1624年）任陕西华阴知县，崇祯元年（1628年）授雲南趙州知州，歷官山东青州府同知、广东广州府同知、惠州府同知、江西广信府知府。崇祯十六年（1643年）官至湖东道按察副使，再晋升為右佥都御史，提督军务，人稱「解青天」。明末以眼疾辭歸。
明亡後積極抗清，顺治七年（1650年）孙可望以立敬为四川巡抚，立敬拒不接受，不久绝食而死。